# Ambasciatore d'Italia in Thailandia
L'ambasciatore d'Italia in Thailandia è il capo della missione diplomatica della Repubblica Italiana in Thailandia.
L'ambasciata ha sede a Bangkok.

## Storia
Il primo italiano a giungere vicino al Siam, oltre che la prima persona ad affermare l'esistenza di un Regno siamese, fu Niccolò de' Conti nel 1420. L'inizio dei rapporti tra i due paesi risale al 1868. In quell'anno, i rappresentanti di Re Chulalongkorn del Siam firmarono con Vittorio Emanuele II un trattato di amicizia e commercio. Il primo ambasciatore italiano in Thailandia fu Guelfo Zamboni. Durante il regno del monarca Chulalongkorn, architetti italiani furono impegnati in Thailandia, contribuendo alla modernizzazione del Siam. La testimonianza del lavoro degli architetti e ingegneri italiani si ha oggi in numerose strade, edifici e ponti sparsi in tutta la città di Bangkok e nel resto della Thailandia. Tra le opere di questi architetti italiani si annoverano la Sala del trono Ananta Samakhom e la stazione centrale di Hua Lam Pong a Bangkok.
Gli artisti italiani influenzarono l'arte moderna thailandese. Corrado Feroci, meglio noto in Thailandia come "Professor Silpa Bhirasri", è considerato il padre dell’arte moderna tailandese. Egli fu il fondatore dell’Università Silpakorn, prima università di belle arti thailandese. Nonché Il soffitto della Sala del Trono di Anantha Samakhom, opera di Galileo Chini, è considerato patrimonio nazionale in Thailandia. Inoltre, il cibo italiano è molto apprezzato in Thailandia. I ristoranti italiani abbondano, e sono distribuiti in tutto il paese. La moda, le automobili e motociclette italiane sono inoltre molte apprezzate. La Ducati, in particolare, è molto ricercata in Thailandia. Inoltre, il conglomerato thailandese Central Group ha investito nella catena di grandi magazzini italiana La Rinascente.

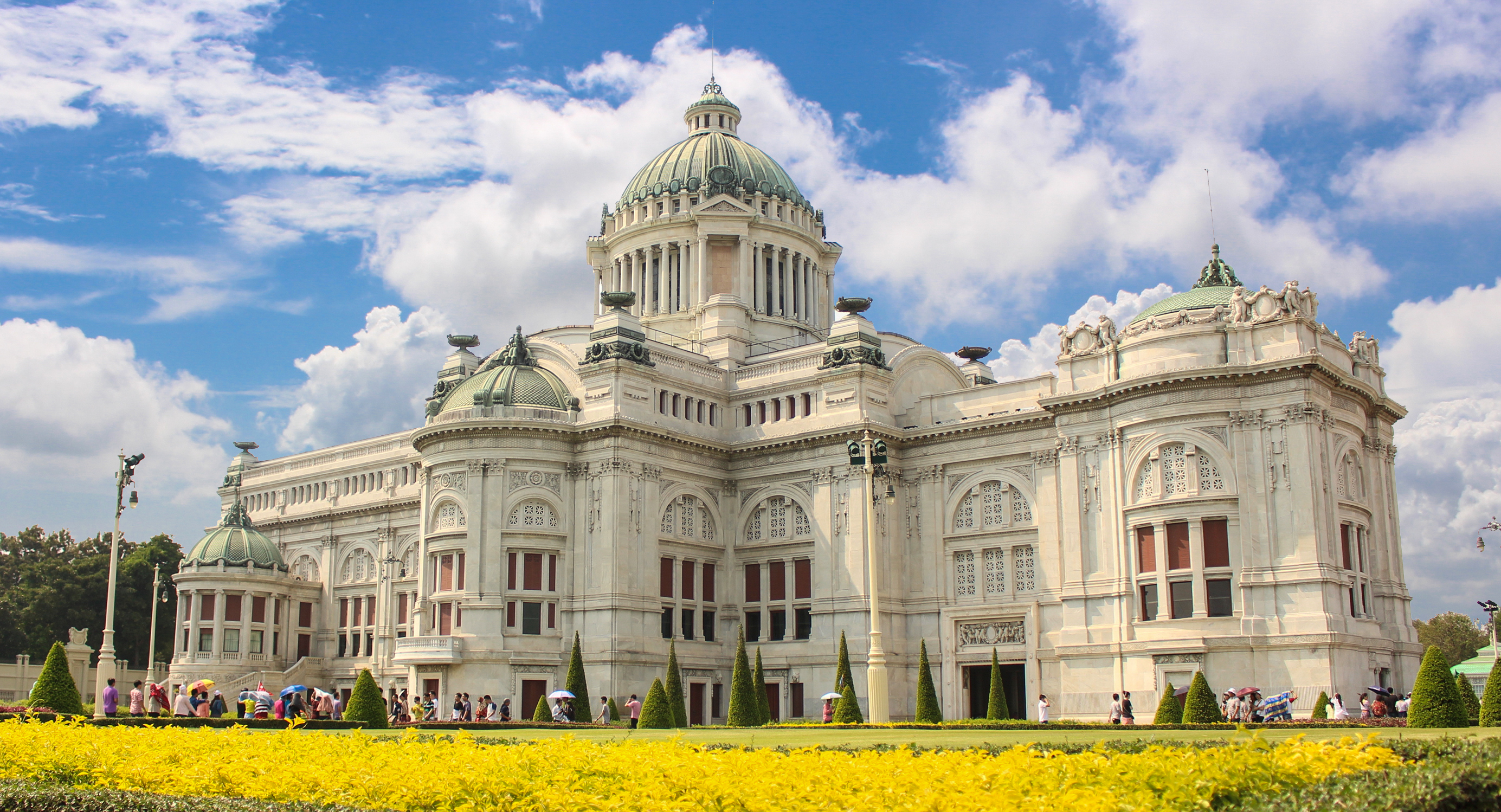
Sala del trono Ananta Samakhom, progettata da architetti italiani

La cultura thailandese suscitò un forte interesse in Italia. La cucina thailandese e l'arte marziale del Muay thai, ad esempio, godono di buona e crescente popolarità.
Le buone relazioni tra Italia e Thailandia si rafforzarono nel tempo, che portò all'odierno "rapporto di mutuo rispetto e collaborazione".
Angelino Alfano (all'epoca Ministro degli Affari Esteri italiano) fu il primo ministro europeo a visitare Bangkok dopo che l'Unione europea ripristinò i rapporti con la Thailandia, nel febbraio del 2018. In quell'anno si festeggiavano i 150 anni di relazioni tra i due paesi. Un mese dopo, la visita fu ricambiata del Ministro degli Affari Esteri thailandese Don Pramudwinai, che si recò a Roma nel marzo del 2018.
Circa 265.000 turisti italiani visitano ogni anno la Thailandia. L'ambasciata italiana organizza ogni anno un Italian Festival in Thailand, che propone eventi di italianità e spettacoli gratuiti, molto apprezzati sia dal pubblico thailandese che da quello italiano, nonché da quello internazionale.
Le relazioni economiche tra i due paesi sono importanti, e sono fiorite particolarmente negli ultimi anni. L'attività commerciale viene seguita insieme all’ICE e alla Camera di Commercio italo-thailandese. Un Business Forum Italia-Thailandia è stato creato nel 2015, su iniziativa dell'ambasciata italiana.
Nel 2023 si è celebrato il 155º anniversario delle relazioni diplomatiche tra Italia e Thailandia.

## Lista
| Dal  | Al   | Ambasciatore             |
| ---- | ---- | ------------------------ |
| 1956 | 1959 | Guelfo Zamboni           |
| 1959 | 1965 | Ezio Mizzan              |
| 1965 | 1969 | Andrea Ferrero           |
| 1969 | 1972 | Eugenio Rubino           |
| 1972 | 1974 | Diego Soro               |
| 1974 | 1978 | Mario Prunas             |
| 1978 | 1984 | Francesco Ripandelli     |
| 1984 | 1986 | Francesco Guariglia      |
| 1986 | 1988 | Maurizio Battaglini      |
| 1988 | 1992 | Giorgio Vecchi           |
| 1992 | 1996 | Leopoldo Ferri de Lazara |
| 1996 | 2001 | Mario Piersigilli        |
| 2001 | 2005 | Stefano Starace Janfolla |
| 2005 | 2009 | Ignazio Di Pace          |
| 2009 | 2013 | Michelangelo Pipan       |
| 2013 | 2018 | Francesco Saverio Nisio  |
| 2018 | -    | Lorenzo Galanti          |